# Sherrard (Illinois)
Sherrard es una villa ubicada en el condado de Mercer en el estado estadounidense de Illinois. En el Censo de 2010 tenía una población de 640 habitantes y una densidad poblacional de 213,39 personas por km².

## Geografía
Sherrard se encuentra ubicada en las coordenadas 41°18′39″N 90°29′58″O / 41.31083, -90.49944. Según la Oficina del Censo de los Estados Unidos, Sherrard tiene una superficie total de 3 km², de la cual 2.4 km² corresponden a tierra firme y (20.03%) 0.6 km² es agua.

## Demografía
Según el censo de 2010, había 640 personas residiendo en Sherrard. La densidad de población era de 213,39 hab./km². De los 640 habitantes, Sherrard estaba compuesto por el 98.59% blancos, el 0% eran afroamericanos, el 0.47% eran amerindios, el 0.47% eran asiáticos, el 0% eran isleños del Pacífico, el 0% eran de otras razas y el 0.47% pertenecían a dos o más razas. Del total de la población el 2.81% eran hispanos o latinos de cualquier raza.